# Виноградов, Дмитрий Андреевич
Дми́трий Андре́евич Виногра́дов (род. 20 августа 1983, Москва, СССР) — российский массовый убийца, известный как «русский Брейвик» и «аптечный стрелок». 7 ноября 2012 года из огнестрельного оружия убил 6 человек и ранил одного в центральном офисе аптечной сети «Ригла» в московском районе Северное Медведково, где проработал юристом 4 года.
9 сентября 2013 года Московским городским судом приговорён к пожизненному лишению свободы. 28 ноября 2013 года Верховный суд России утвердил пожизненный приговор в отношении Виноградова. В феврале 2014 года он был этапирован в колонию особого режима для пожизненно осуждённых «Белый лебедь» в городе Соликамск Пермского края.

## Биография
Дмитрий Виноградов родился 20 августа 1983 года в Москве, куда незадолго до этого из Мурманска переехали его родители. Отец — Андрей Виноградов, геофизик, кандидат наук, познакомился со своей будущей женой, Еленой, в 1978 году в Севастополе.
Дмитрий родился с сильным кислородным голоданием, врачи диагностировали у новорождённого энцефалопатию в результате родовой травмы, а также смещение позвонков шейного отдела позвоночника. После длительного курса массажа в поликлинике ребёнок смог сделать первые шаги, вскоре родители вернулись в Мурманск, где Андрей Виноградов участвовал в исследовании морского дна в составе экспедиции.
Ребёнок рос стеснительным и замкнутым, не посещал детский сад. В два года у него выявили аутизм. В четыре года на прогулке Дмитрий получил серьёзную черепно-мозговую травму, после чего его долгие годы мучали головные боли.
В 1989 году семья Виноградовых окончательно перебралась в Москву и поселилась в квартире на Кантемировской улице, а Дмитрий пошёл в первый класс 981-й средней школы. По воспоминаниям Елены Виноградовой, в первом классе сын не мог отвечать у доски — стеснялся, путал слова или вообще молчал, рискуя остаться на второй год. По просьбе матери учитель начал спрашивать мальчика домашнее задание отдельно, после уроков, его успеваемость улучшилась.
В средней школе Дмитрий был распределён в гуманитарный класс. Подросток также посещал секции ушу и тенниса, но оставался замкнутым, поддерживая дружеские отношения лишь с некоторыми одноклассниками. По словам его классного руководителя Людмилы Ярцевой, Виноградов был всегда готов к урокам, даже если пропускал их, и писал «просто удивительные сочинения».
В 9-м классе Виноградов перешёл в школу при Московском экономико-лингвистическом институте (с 2009 года — Московская гуманитарно-техническая академия). В 2000 году он поступил в Академический правовой университет на базе института государства и права при Российской академии наук. Примерно на третьем курсе учёбы Дмитрий перестал посещать занятия, но при этом продолжая самостоятельно изучать интересующие его предметы. Одновременно он записался на курсы программирования при Московском государственном техническом университете имени Н. Э. Баумана.
По совету преподавателей Дмитрий всё же продолжил учёбу, но перевёлся на заочное отделение. В 2009 году он окончил юридический факультет и получил степень магистра на кафедре гражданско-правовых дисциплин.
Трудовую деятельность начал в 2004 году, устроившись в ООО «Корусконсалтинг», где отработал три месяца. Работа показалась Виноградову сложной, и он перешёл в компанию «МедиаРайт» на должность системного администратора. В 2008 году поступил на работу в фармацевтическую компанию «Ригла» (группа компаний «Протек»), где успешно прошёл собеседование, психологическое и юридическое испытания, после чего был назначен помощником юриста. Уже через год Дмитрия повысили до юриста, в его обязанности входило юридическое оформление договоров. По месту работы характеризовался положительно, как «тактичный и вежливый человек».
В конце января — начале февраля 2008 года Виноградов в качестве волонтёра на 12 дней приезжал в лагерь «Всемирного фонда дикой природы» по помощи птицам, пострадавшим от разлива нефти в Керченском проливе.

## Убийства

### Мотивы

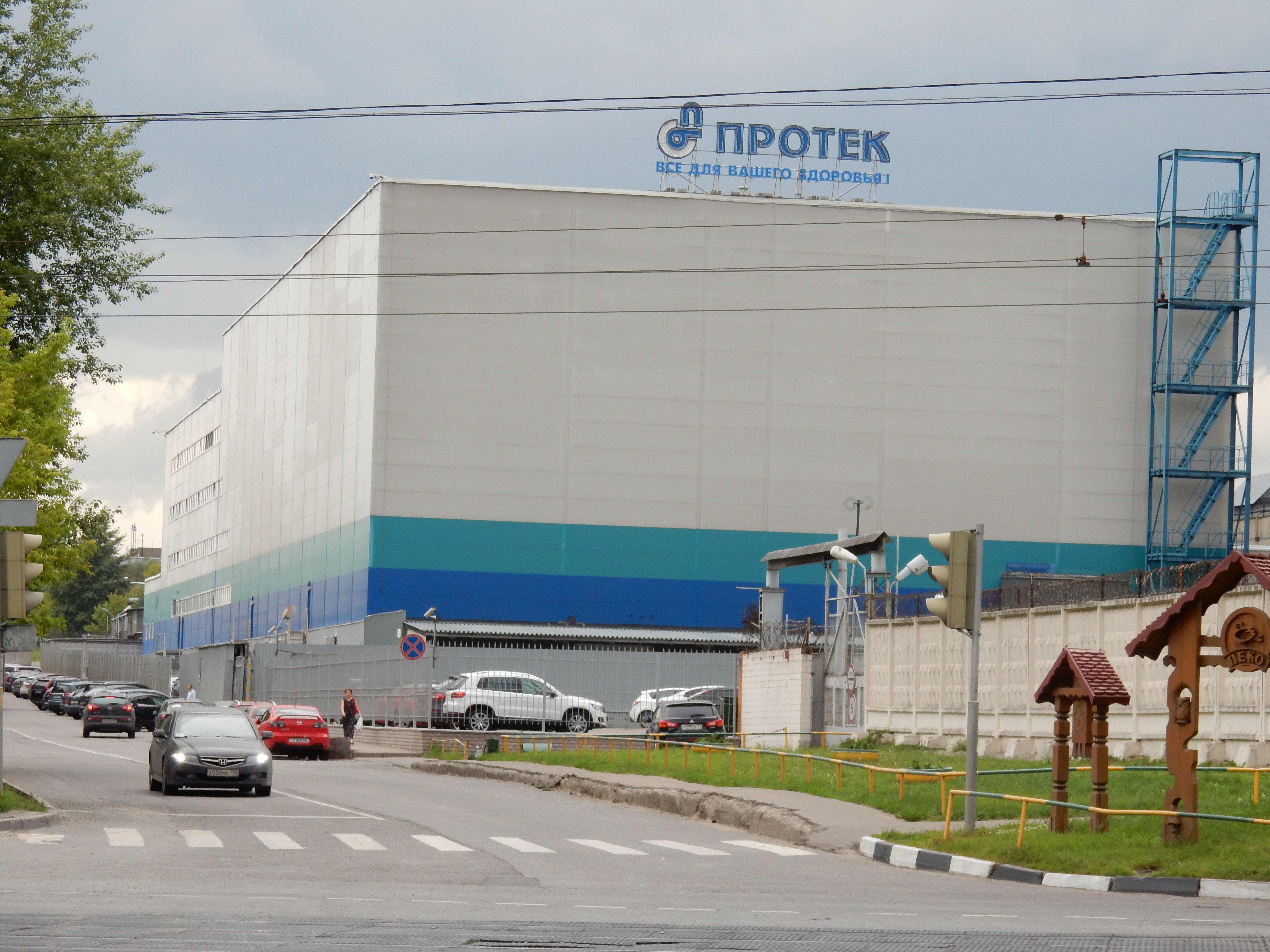
Офис группы компаний «Протек» на Чермянской улице, фото 2014 года

Повседневное поведение Виноградова в течение четырёх лет его работы в ООО «Ригла» не вызывало у его руководства и коллег подозрений в неадекватности. Дмитрий, по свидетельствам сотрудников, не высказывал никаких радикальных идей и не делился с ними собственными проблемами.
В офисе Виноградов познакомился с 26-летней сотрудницей финансового отдела Анной Казниковой, с которой у него некоторое время длились отношения. К моменту знакомства она уже несколько лет встречалась со своим женихом, которого по месту жительства Анны уже воспринимали как её фактического мужа. Дмитрий делал Казниковой подарки, водил в кино, вместе они совершили поездку в Суздаль, где между ними впервые произошла близость, но Виноградов не смог совершить половой акт «из-за психологического волнения», после чего, по его словам, их отношения стали холодными, а встречи проходили не так, как хотелось ему. Также молодой человек ревновал Анну к её коллеге — Александру Бирюку. В январе 2012 года, незадолго до запланированной совместной поездки в Эдинбург, Виноградов и Казникова поссорились, после чего девушка начала получать от молодого человека электронные письма и SMS с угрозами.
После разрыва с Казниковой Виноградов впал в депрессию. Посоветовавшись с матерью, он посетил Московскую психиатрическую больницу № 1 имени Н. А. Алексеева. Ему были назначены три препарата — ципралекс, финлепсин и сердолект, также ему было предложено пройти терапию в дневном психиатрическом стационаре. После этого Дмитрий ещё 4 раза посещал больницу, но врачи так и не убедили его пройти лечение. По словам заведующей отделением социально-демографических и экономических проблем психиатрии НЦПЗ РАМН Татьяны Салохиной, позже Виноградов обращался и к другим специалистам, проходил медицинское обследование.
Мотив нападения, по данным следователей, мог заключаться в неразделённой любви, о чём Виноградов сам рассказывал на допросах и в суде. Также, по его словам, он хотел самоутвердиться и показать себя перед Казниковой.
Дмитрий долго и тщательно готовился к расправе над коллегами, оружием он начал интересоваться вскоре после разрыва с Анной Казниковой. В марте 2012 года Виноградов приобрёл карабин «Вепрь-12 Молот» и ружьё Benelli M3 Super 90. Карабин он купил в магазине «Кольчуга» на Варварке за 77 055 рублей, а через несколько дней отправился в «Охотник» на 7-й Парковой улице за ружьём, на которое потратил 34 750 рублей. Отдельно от оружия он закупил более 300 патронов. Ранее он оформил медицинскую справку в клинике ООО «Медсервис», позволившую ему в феврале получить разрешение на приобретение, хранение и ношение оружия в ОМВД России по району Нагатино-Садовники Москвы. Позже в СМИ появилась версия, что справку Дмитрию в «Медсервисе» оформили за 900 рублей в обход медицинского обследования. После покупки оружия Виноградов записался в стрелковый клуб в Подольске, неоднократно посещал стрельбище.
За несколько дней до произошедшего обычно непьющий Виноградов перестал принимать выписанные ему антидепрессанты и ушёл в запой, который продолжался около пяти дней. Впоследствии он говорил, что заранее не собирался стрелять в кого-то конкретно и не планировал дату расстрела, приняв окончательное решение только вечером 6 ноября.

### Ход событий

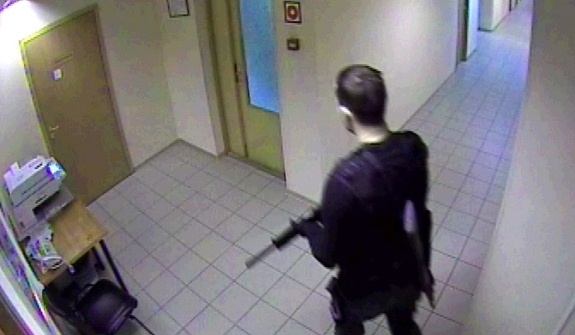
Виноградов на территории складов фармацевтической компании 7 ноября 2012 года. Фрагмент записи камеры внутреннего видеонаблюдения, установленной на складе фармацевтической компании

7 ноября в 4:56 по московскому времени (UTC+4) Виноградов выложил на своей странице в социальной сети «ВКонтакте» документ под названием «Мой манифест», в котором объявил о своей ненависти к человечеству:

Я уверен, что у меня есть достаточные основания считать все человечество макро аналогом раковой опухоли живого организма; в роли последнего в данном случае выступает наша планета. <…> Я ненавижу человеческое общество и мне противно быть его частью! Я ненавижу бессмысленность человеческой жизни! Я ненавижу саму эту жизнь! Я вижу только один способ её оправдать: уничтожить как можно больше частиц человеческого компоста.

Матери Виноградов сообщил, что взял отгул и едет на стрельбище. Упаковав оружие и охотничьи патроны 12-го калибра для гладкоствольного оружия итальянской фирмы Fiocchi Munizioni маркировки 12/70 в большой рюкзак, он вышел из дома, сел в автомобиль отца марки Toyota и поехал на работу. Не доезжая до офиса на Чермянской улице, он припарковался на соседней улице Тихомирова, немного поспал, а затем пешком отправился внутрь здания.
В 8:19 Дмитрий миновал пост охраны на входе и неработающую рамку металлоискателя. В 8:20 он вошёл в туалет, где переоделся в тёмный камуфляж и жилет-разгрузку. В карманах жилета находилось более 230 патронов и большой нож. Также он позвонил Казниковой и, убедившись, что она находится на рабочем месте в кабинете № 400 на четвёртом этаже, направился туда. В 9:49 Виноградов, открыто держа оружие в руках, вышел из туалета.
На лестнице Виноградов столкнулся с 33-летним Денисом Моисеевым, пришедшим на собеседование по совету жены, работающей в «Ригле». Выстрелив Моисееву в голову, он направился дальше. В 9:50 стрелок вошёл в кабинет № 400. Поприветствовав находившихся там сотрудников финансового отдела словами «Здравствуйте, коллеги!», он открыл по ним огонь (первоначально высказывалась версия, что Виноградов стрелял с двух рук, но впоследствии она не подтвердилась).
Стрельба в кабинете длилась 18 секунд. После десяти выстрелов у Виноградова закончились патроны, и во время перезарядки его попытались остановить тяжело раненный 29-летний Никита Стрельников, а затем ведущий специалист финансово-экономического отдела Юрий Марченко. Обезвредить стрелка удалось сотрудникам службы безопасности предприятия — Сергею Новикову и Владимиру Багдасаряну, подоспевшим на помощь. Виноградова разоружили и связали скотчем, а вскоре передали полиции.
В результате стрельбы в кабинете четыре человека (25-летняя Елена Лапшина, 25-летняя Наталья Плеханова, 42-летний Александр Бирюк и 33-летний Антон Третьяков) скончались на месте, 24-летняя Ярослава Сергенюк и Никита Стрельников были госпитализированы в тяжёлом состоянии, последний скончался на следующее утро. В общей сложности 7 ноября Виноградов убил 6 человек, из них лично он был знаком только с Бирюком. Анна Казникова также находилась в этот момент на месте преступления, но Дмитрий не стал в неё стрелять.
Вскоре после произошедшего в средствах массовой информации Виноградова окрестили «русским Брейвиком». Норвежский террорист перед организацией взрыва в центре Осло и нападения на молодёжный лагерь Норвежской рабочей партии также выложил в сеть свой манифест, состоящий из полутора тысяч страниц, в котором изложил свои идеологические взгляды. Позже Виноградов заявил, что последователем Брейвика не является, поскольку у него с норвежцем были разные мотивы, а свой манифест, который по состоянию на 8 ноября 2012 года собрал более 5000, а к 27 декабря — более 30 тысяч отметок «мне нравится», назвал «глупостью».

## Расследование
8 ноября 2012 года Виноградов был доставлен в Бабушкинский районный суд Москвы. Ему было предъявлено обвинение в совершении преступлений, предусмотренных пунктом «а» части 2 статьи статьи 105 («умышленное убийство двух и более лиц») и частью 3 статьи 30 («покушение на убийство двух и более лиц») Уголовного кодекса Российской Федерации. В отношении стрелка была избрана мера пресечения в виде заключения под стражу на два месяца. Сам Виноградов в суде заявил, что раскаивается и приносит соболезнования родным и близким своих жертв. При этом он добавил, что если бы его не остановили, он бы продолжал убивать, а затем застрелился бы.
12 ноября Московская городская прокуратура по поручению Генеральной прокуратуры Российской Федерации обратилась в Роскомнадзор с требованием ограничить доступ к странице Дмитрия Виноградова в сети «ВКонтакте». Поводом для принятия мер прокурорского реагирования послужило размещение Виноградовым его манифеста, который позже был приобщён к уголовному делу, а также ряда фотографий, в частности, изображение мишени и негритёнка с ружьем, подписанное слоганом «End racism, kill everyone» (рус. «Покончи с расизмом, убей всех»). Экспертами было проведено психолого-лингвистическое исследование текста манифеста, в результате которого было установлено: «содержащиеся в тексте призывы направлены на массовое уничтожение человечества и оправдание таких действий, то есть являются призывами к терроризму».
Психиатрам предстояло выяснить степень вменяемости Виноградова, ему была назначена судебно-психиатрическая экспертиза. В феврале 2013 года было обнародовано заключение специалистов Государственного научного центра социальной и судебной психиатрии (ГНЦССП) имени В. П. Сербского. Было установлено, что на момент совершения преступления стрелок страдал шизотипическим расстройством личности, которое ограничивало его способность в полной мере осознавать фактический характер и общественную опасность своих действий и руководить ими, однако этот факт не исключает его вменяемости.
6 февраля 2013 года Бабушкинский суд продлил Виноградову срок ареста ещё на два месяца. 4 апреля он был оставлен в СИЗО до 7 мая. Стрелок не возразил против такого решения, но попросил перевести из СИЗО № 2 «Бутырка» в СИЗО № 4, поскольку там есть психиатрическая больница. Ранее Виноградов был госпитализирован туда с диагнозом «дистимия». Следствие предоставило суду справку из СИЗО № 4, согласно которой он может содержаться в следственном изоляторе, а состояние его здоровья — удовлетворительное, обвинение согласилось с этими доводами. Выслушав доводы сторон, суд отказался перевести Виноградова в другой следственный изолятор.
22 апреля 2013 года Виноградову было предъявлено окончательное обвинение. К уже присутствующим пунктам было добавлено обвинение в преступлении, предусмотренном частью 1 статьи 280 Уголовного кодекса («публичные призывы к осуществлению экстремистской деятельности»).
30 апреля 2013 года Останкинский районный суд Москвы в полном объёме удовлетворил требования прокурора Северо-Восточного административного округа о признании данной интернет-страницы с размещенной на ней публикацией экстремистской. Она была внесена в федеральный список экстремистских материалов, а доступ к ней был заблокирован.
6 мая стрелку вновь был продлён арест, на этот раз до 6 июля. 11 июня суд оставил Виноградова под стражей до 6 августа.
В начале июня в Следственном комитете РФ сообщили, что расследование уголовного дела Виноградова завершено и все материалы переданы в прокуратуру для утверждения обвинительного заключения. 24 июля дело поступило в Московский городской суд.

## Суд
5 августа 2013 года в Мосгорсуде в закрытом режиме прошли предварительные слушания по делу Виноградова. Стрелок заявил ходатайство о рассмотрении дела профессиональным судьей, а не коллегией присяжных заседателей. 14 августа началось рассмотрение дела по существу.
15 августа во время допроса Анны Казниковой, выступившей в качестве свидетеля, Виноградов начал вести себя неадекватно, бить кулаками по пуленепробиваемым стёклам клетки-«аквариума», в которой во время судебных заседаний содержатся обвиняемые в совершении тяжких и особо тяжких преступлений, а потом обратился к конвою с просьбой застрелить его. Причиной такой реакции со стороны Виноградова послужили вопросы личного характера, которые его адвокат начал задавать Казниковой. Судье удалось успокоить обвиняемого, после чего тот задал Казниковой вопрос, хочет ли она, чтобы его расстреляли. Свидетель ответила отрицательно, а судья пояснил Виноградову, что смертная казнь в России не применяется с 1997 года. Также суд допросил получившую ранение в ходе стрельбы Ярославу Сергенюк и Юрия Марченко, обезвредившего стрелка.
27 августа родственники двух убитых Виноградовым работников офиса потребовали от него компенсации морального вреда в размере 3,5 миллионов рублей. Суд также допросил охранников, принимавших участие в задержании Виноградова. В ходе допроса одного из свидетелей стало известно, что работникам офиса показался подозрительно большим рюкзак Виноградова, но он успокоил их, сказав, что сразу после работы собирается ехать в Карпаты на отдых.
3 сентября сумма денежных исков, предъявленных родственниками жертв Виноградова, выросла до 5 миллионов рублей. Также в этот день в суде выступила мать убийцы, которая попросила суд о не слишком строгом наказании для сына, поскольку он обладает плохим физическим здоровьем и замкнутым характером, страдая также от психологических проблем и будучи склонен к самоубийству.
5 сентября сторона обвинения потребовала суд приговорить Виноградова к пожизненному заключению в колонии особого режима, с периодическим посещением психиатра по месту отбывания наказания. С обвинительной речью выступил прокурор Москвы Сергей Куденеев. По его словам, вина, которую стрелок сам признал, полностью доказана и у суда нет смягчающих обстоятельств для вынесения иного приговора. Потерпевшие поддержали мнение прокурора о необходимости пожизненного заключения, но выразили сожаление о невозможности приговорить его к смертной казни.
В конце заседания Виноградову предоставили последнее слово:

Я не хотел убивать никого. Манифест не хотел писать в таком виде. Какое может быть самоутверждение… я сам хотел застрелиться… Могу сказать: не берите с меня пример.

### Приговор
9 сентября 2013 года состоялось последнее заседание по делу Виноградова. Он был признан виновным по всем пунктам обвинения и приговорён к пожизненному лишению свободы с принудительным лечением у психиатра по месту отбывания наказания. Одновременно Виноградов был признан виновным в распространении призывов к экстремистской деятельности, за что оштрафован на 300 тысяч рублей. Судом также были удовлетворены гражданские иски родственников убитых на сумму 10 миллионов рублей.
Защита обжаловала приговор, полагая его необоснованным и утверждая, что Виноградов страдает более тяжёлыми психическими заболеваниями, чем те, которые были выявлены в ходе судебно-психиатрической экспертизы, и в момент совершения указанных деяний находился в невменяемом состоянии. Доводы жалобы были опровергнуты представителем Генеральной прокуратуры, а 28 ноября 2013 года судебная коллегия по уголовным делам Верховного Суда Российской Федерации оставила обращение без удовлетворения.

## В заключении
После утверждения приговора Верховным судом Виноградов был этапирован в исправительную колонию особого режима для пожизненно заключённых в Соликамске, известную как «Белый лебедь»; он был помещён в трёхместную камеру.
В заключении Виноградов увлёкся чтением художественной и научно-популярной литературы, в частности, трудами английского астрофизика Стивена Хокинга. Также он оформил ежемесячные подписки на журналы The New Times, «Дилетант» и «В мире науки».
В октябре 2013 года, в промежутке между вынесением приговора и его утверждением Верховным судом, в СМИ появилась версия о предполагаемом убийстве Виноградовым на берегу Оки двух рыбаков из арбалета летом 2009 года с целью мести за уничтожение ими природы. По сообщениям сокамерников Виноградова, тот якобы рассказал о желании написать книгу о вреде человечества для природы (расширенную версию прежнего манифеста), начать которую планировал с описания своих первых убийств. Сам Виноградов пояснил журналисту через адвоката, что ничего подобного в заключении не рассказывал и никогда не был на берегу Оки. Генеральная прокуратура начала проверку дела, по которому ранее на 19 лет и 6 месяцев был осуждён москвич Сергей Дуденко. В январе 2014 года в следственном управлении Следственного комитета РФ по Калужской области сообщили, что в ходе проверки установлена непричастность Виноградова к этим убийствам.
Летом 2019 года, отбывая пожизненное лишение свободы, Дмитрий Виноградов впервые дал интервью, где сообщил о наступившем равнодушии по отношению к ситуации, побудившей его на преступление, и о том, что в колонии ему очень не хватает возможности побыть в одиночестве.